# قيطم مداري
قيطم مداري (الاسم العلمي: Xenopus tropicalis) (بالإنجليزية: western clawed frog)‏ هو نوع من البرمائيات يتبع جنس القيطم من فصيلة الضفادع العديمة اللسان.